# Mação
Mação – miejscowość w Portugalii, leżąca w dystrykcie Santarém, w regionie Centrum, w podregionie Pinhal Interior Sul. Miejscowość jest siedzibą gminy o tej samej nazwie.

## Demografia
| Liczba ludności gminy Mação (1801–2011) | Liczba ludności gminy Mação (1801–2011) | Liczba ludności gminy Mação (1801–2011) | Liczba ludności gminy Mação (1801–2011) | Liczba ludności gminy Mação (1801–2011) | Liczba ludności gminy Mação (1801–2011) | Liczba ludności gminy Mação (1801–2011) | Liczba ludności gminy Mação (1801–2011) | Liczba ludności gminy Mação (1801–2011) | Liczba ludności gminy Mação (1801–2011) |
| --------------------------------------- | --------------------------------------- | --------------------------------------- | --------------------------------------- | --------------------------------------- | --------------------------------------- | --------------------------------------- | --------------------------------------- | --------------------------------------- | --------------------------------------- |
| 1801                                    | 1849                                    | 1900                                    | 1930                                    | 1960                                    | 1981                                    | 1991                                    | 2001                                    | 2004                                    | 2011                                    |
| 1 724                                   | 6 823                                   | 15 525                                  | 18 806                                  | 19 045                                  | 12 234                                  | 10 060                                  | 8 442                                   | 7 763                                   | 7 338                                   |

## Sołectwa
Sołectwa gminy Mação (ludność wg stanu na 2011 r.)
- Aboboreira – 513 osób
- Amêndoa – 515 osób
- Cardigos – 1086 osób
- Carvoeiro – 620 osób
- Envendos – 984 osoby
- Mação – 2228 osób
- Ortiga – 590 osób
- Penhascoso – 802 osoby